# Lema de Lindenbaum
El lema de Lindenbaum, o álgebra de Lindenbaum, es una aserción en el campo de la lógica matemática. Llamado así por su autor Adolf Lindenbaum, establece que cualquier teoría consistente de la lógica de predicados puede extenderse a una teoría completa y consistente. El lema es un caso especial del lema de ultrafiltro para álgebras booleanas, aplicado al álgebra de Lindenbaum de una teoría determinada.

## Usos
Se utiliza en la demostración del teorema de completitud de Gödel, entre otras aplicaciones teóricas. 

## Demostración
Dada una enumeración {\displaystyle \varphi _{1},\varphi _{2},\ldots } de todas las fórmulas, podemos extender una teoría {\displaystyle T} consistente añadiendo de forma inductiva o bien {\displaystyle \varphi _{n}} (si esto preserva la consistencia) o {\displaystyle \lnot \varphi _{n}} (en otro caso).